# Vivian Lockett
Vivian Noverre Lockett (* 18. Juli 1880 in New Brighton; † 30. Mai 1962 in Norwich) war ein britischer Polospieler und Offizier.

## Erfolge
Lockett besuchte das Wellington College sowie das Trinity College. Anschließend absolvierte er eine Ausbildung an der Royal Military Academy Sandhurst. Bereits während seiner Zeit am College spielte er Polo und setzte dies auch in Sandhurst fort. So gewann er unter anderem den Westchester Cup im Jahr 1914 und bestritt vier weitere Partien in diesem Wettbewerb. Bei den Olympischen Spielen 1920 in Antwerpen gehörte Lockett zur britischen Polomannschaft, die außerdem aus Tim Melvill, Frederick W. Barrett und John Wodehouse bestand. Die Briten besiegten im Halbfinale zunächst Belgien mit 8:3, ehe sie sich auch im Finale gegen Spanien mit 13:11 durchsetzten und damit Olympiasieger wurden.
Nach seiner Ausbildung in Sandhurst stieß er zunächst zur Royal Field Artillery, ehe er zu den 17th Lancers der British Army versetzt wurde. 1927 löste er dort seinen olympischen Polopartner Tim Melvill als Regimentskommandeur ab. 1933 ging er im Rang eines Lieutenant Colonels in Ruhestand, wurde 1940 aber wieder in den aktiven Dienst gerufen, um das Cavalry Training Centre in Edinburgh zu leiten. 1915 heiratete Lockett seine Frau Violet und bekam mit ihr drei Kinder. Ein Sohn fiel im Zweiten Weltkrieg in Nordafrika, wo er mit den 17th Lancers gekämpft hatte.